# 136
136 (CXXXVI) var ett skottår som började en lördag i den julianska kalendern.

## Händelser

### Okänt datum
- Romarna inleder ett krig mot sveberna, som år 138 besegras av den romerske senatorn Tiberius Haterius Nepos Atinas, guvernör av Pannonien in.
- Hadrianus förvisar judarna från Galileen och får för detta en triumfbåge nära Scythopolis. Provinsen får namnet Syria Palaestina.
- Hadrianus avslöjar en ny konspiration bland några senatorer. Han adopterar Lucius Aurelius Verus som sin arvtagare.
- Sjuksköterskor ges samma status av professionalism och respekt som läkare i Romarriket.
- Sedan Telesphorus har avlidit väljs Hyginus till påve (detta år eller 138).
- Eleutherius efterträds som patriark av Konstantinopel av Felix.
- Detta är det första året i den östkinesiska Handynastins Yonghe-era.

## Avlidna
- Telesphorus, påve sedan 125, 126 eller 128 (död detta år, 137 eller 138)